# 宮西達也
宮西達也（日语：宮西達也，1956年—）為出生日本 靜岡縣清水町的男性繪本作家。

## 經歷
自日本大學畢業後，宮西達也曾從事過圖形設計、人體美術方面的事務。後續宮西達也開始投入兒童繪本的創作， 之後在1999年以大野狼在森林發現一堆小豬的故事《今天運氣怎麼這麼好》拿下第30屆講談社繪本獎。
2003年起宮西達也發表一連串以霸王龍為題材的《霸王龍繪本系列》，該系列第一作《你看起來很好吃》之後在2010年改編成同名動畫電影上映外；另外同年10月期間東京電視台也將該繪本系列以《宮西達也劇場 你看起來很好吃》的節目名稱、製成短篇電視動畫播放。2015年8月《你永遠是我的寶貝》也被改編成電影動畫上映。
除持續從事繪本方面的創作，宮西達也另有投入幼童教科書插圖、隨筆寫作；或是至日本海外演講等活動。

## 創作繪本
- ㄋㄟㄋㄟ
- 一隻小豬與100匹狼
- 爸爸是超人力霸王
- 歸來的爸爸是超人力霸王
- 我才不放手！
- 喵嗚！
- 親愛的超人力霸王
- 爸爸是超人力霸王─爸爸的假日
- 爸爸是超人力霸王七號
- 爸爸媽媽都是超人力霸王七號
- 今天運氣怎麼這麼好
- 小青蛙睡午覺
- 爸爸是超人力霸王 甜蜜的家
- 你看起來很好吃
- 我是霸王龍
- 你真好
- 等等！等等！
- 小企鵝釣大魚！
- 你永遠是我的寶貝
- 超神奇糖果鋪
- 我愛你
- 你真的好可愛
- 遇到你，真好
- 最愛的，是我
- 小卡車兜兜風
- 吱吱
- 正義使者
- 我爸爸超厲害！

## 外部連結
- 宮西達也在互联网电影资料库（IMDb）上的資料（英文）